# Computer Bild
«Компьютер-бильд» (Computer Bild) — европейский журнал о компьютерах, предназначенный для рядовых пользователей. Впервые выпущен в Германии в 1996 году. С 2001 года комплектовался CD с программами. С 2006 года издавался в России. C 2007 года вместо CD комплектуется DVD со специальными версиями программ и фильмом. Издатель в мире (и в России до 2013 года) — «Аксель Шпрингер-ферлаг», c 20 марта 2013 года в России журнал издавался ЗАО "Издательский дом «Бурда», с 18 июня 2015 года выпуск журнала в России прекращён. В помощь читателям журнала на каждом диске размещается программа-каталогизатор DataBase, разработанная независимым программистом.

## Ориентация
Журнал рассчитан на начинающих пользователей, делающих свои первые шаги в интересном компьютерном мире. Главной особенностью журнала являются уникальные практические курсы — пошаговые инструкции, рассказывающие о том, как работать с тем или иным приложением или интернет-сервисом. Российская версия журнала сильно оптимизирована под требования читателей. При подготовке статей и таких курсов, редакция использует программы, переведенные на русский язык. Лишь в некоторых случаях (когда перевода программы на русский язык не существует), редакция использует программы с английским интерфейсом. Несмотря на своё немецкое происхождение, российская редакция журнала не использует программ с немецким интерфейсом. Поэтому, даже если редакция использует переводную статью из оригинального издания, то перед появлением на страницах российского журнала каждый текст проходит стадию адаптации. Проверяется наличие в России самого продукта (программы, сервиса, устройства), о котором идет речь в статье. Недостающие данные, такие как адреса и телефоны представителей компании в России приводятся в соответствие с действительной ситуацией. Изображения также корректируются — скриншоты программ на немецком языке полностью заменяются аналогичными изображениями на русском. Таким образом, читатель получает максимально упрощенную инструкцию, позволяющую выполнить то или иное действие с компьютером, программой или каким-либо интернет-сервисом. В настоящий момент содержание журнала состоит из 15 % переводного контента — основную долю статей готовит российская редакция, опираясь на многочисленные традиции и опыт оригинального издания, но избегая прямого заимствования содержимого.

## График выхода
Журнал выходит в графике один раз в две недели. Это выгодно отличает данный журнал от различных других печатных продуктов той же категории, издаваемых в России. Тираж каждого номера варьируется в зависимости от сезона продаж и спроса на несколько последних номеров. В отличие от многих других журналов, «Компьютер-бильд» никогда не попадал в скандальный список изданий, завышающих свои тиражи. Честный тираж неоднократно был подтвержден «Ассоциацией Распространителей Печатной Продукции» (АРПП), о чём свидетельствуют многочисленные награды и дипломы, ежегодно получаемые редакцией.

## Состав редакции
В состав редакции входят профессионалы индустрии технической прессы. В настоящий момент коллектив насчитывает 15 штатных сотрудников. Штатное расписание представлено должностями главного редактора, заместителя, четырёх тематических редакторов, корреспондента, тремя сотрудниками отдела верстки, тремя сотрудниками отдела литературной правки, инженером тестовой лаборатории и редактором сайта. Многие из сотрудников ранее работали в таких проектах, как CHIP, c’t, Hard’n’Soft и Компьютерра.

## СоставDVD
К каждому номеру журнала прилагается уникальное DVD-приложение. На диске размещаются программы: как бесплатные версии, доступные на сайтах разработчиков, так и специальные версии платных программ. На протяжении 5 лет, на диске размещаются антивирусные продукты от таких компаний как «Лаборатория Касперского» и ESET, к которым прилагается специальный ключ короткого срока действия. Также, диск наполняется прочими программами, предоставляемыми как производителями, так и распространителями. В связи с потерей актуальности медиаформата DVD, редакция приняла решение прекратить выпуск фильмов на диске. Начиная с № 14-2012, на диске не будут размещаться фильмы. Вместо них редакция предложит электронные книги. Таким образом, последним фильмом, опубликованным журналом в № 13-2012 стал фильм «Казино Джек» с Кевином Спейси в главной роли. Также, начиная с № 14-2012, на DVD-диске журнала размещается средство аварийного восстановления системы. Теперь читателю, чей компьютер вышел из строя вследствие каких-либо программных ошибок, не придется обращаться в сервис — достаточно лишь вставить в DVD-привод загрузочный диск, прилагаемый к журналу, и воспользовавшись средством аварийного восстановления системы восстановить работоспособность ПК.

## Сайт
В июне 2012 года редакция журнала «Компьютер-бильд» запустила обновленный интернет-сайт computerbild.ru (на реконструкции), а также настроила переадресацию на короткое имя — cobi.ru. Старый сайт пока продолжает своё функционирование, он расположен на поддомене old.computerbild.ru. Главной особенностью нового сайта стала первая страница, оформленная в виде ежедневно обновляемой ленты новостей, на которую выводятся как самые горячие новости из области компьютеров и высоких технологий, так и статьи, подготовленные для сайта или журнала. Также на сайте размещен большой архив программного обеспечения, распространяемого на бесплатной основе, и запущен функциональный блок «вопросы и ответы», в рамках которого любой посетитель может задать интересующий вопрос редакции. Примечательно, что при создании нового сайта журнала «Компьютер-бильд», редакция решила использовать систему рейтингов пользователей. Теперь каждый посетитель сайта может комментировать любые публикации и оценивать опубликованные новости и комментарии других лиц. С ростом количества положительных голосов, полученных за комментарии, у посетителя изменяется показать влиятельности на сайте — так называемый рейтинг «кармы» пользователя. При достижении порогового значения кармы у посетителя откроется возможность публикации собственных статей и новостных материалов на сайте. Однако право написания статей всё так же легко утратить — написание неудачных статей, негативно встреченных другими посетителями, влечёт за собой сокращение уровня «кармы».

## «Компьютер-бильд» в странах мира
- Франция, с 1998 года: Computer Plus (больше не издаётся)
- Испания, с 1998 года: Computer Hoy
- Польша, с 1998 года: Komputer Świat
- Чехия, с 2003 года: Svět Počítačů
- Италия, с 2004 года: Computer Bild Italia
- Литва, с 2004 года: Computer Bild Lietuva
- Румыния, с 2005 года: Computer Bild Romania
- Россия, с 2006 года: Computer Bild Russia (не издается с 18 июня 2015 г.)
- Болгария, с 2006 года: Computer Bild Болгария